# Ellen Geer
Pour les articles homonymes, voir Geer.
Ellen Geer est une actrice américaine, née le 29 août 1941 à New York.

## Biographie

### Carrière
Ellen Geer est notamment célèbre pour avoir joué dans Harold et Maude, ainsi que dans des séries télévisées Charmed et Desperate Housewives. Elle a également joué le rôle de Mary dans la série américaine La Belle et la Bête de Ron Koslow durant les trois saisons.

### Vie privée
Elle est la fille de Herta Ware et de Will Geer.

## Filmographie

### Cinéma
- 1968 : Petulia : Nun
- 1969 : Reivers : Sally
- 1971 : Kotch : Vera Kotcher
- 1971 : Harold et Maude : Sunshine Doré
- 1979 : Violences sur la ville : Sandra Willat
- 1981 : Les Tueurs de l'éclipse (Bloody Birthday) : Madge
- 1983 : Pied au plancher (Heart Like a Wheel) de Jonathan Kaplan : Mrs. Marianne Kalitta
- 1983 : La Foire des ténèbres : Mrs. Halloway
- 1985 : Creator : Mrs. Spencer
- 1989 : Satan's Princess: Mary Kulik
- 1991 : Lonely Hearts (en) : Martha
- 1991 : Jeux de guerre : Rose
- 1991 : Star Trek : La Nouvelle Génération : Dr. Kila Marr
- 1994 : Danger immédiat : Rose
- 1994 : Pour l'amour d'une femme : Alcoolique anonyme
- 1996 : Phénomène : Bonnie
- 1997 : Postman : une femme
- 1998 : Drôle de couple 2 : Frances Unger Melnick
- 1998 : Les Ensorceleuses : la pharmacienne
- 2004 : Criminal : Grandma

### Télévision
- 1970 : Les Règles du jeu : Sally Henderson
- 1971 - 1972 : The Jimmy Stewart Show (en) : Wendy Howard
- 1972 : Ghost Story : Marian
- 1973 : The New Perry Mason : Maria Findley
- 1976 : Super Jaimie : Sœur Barbara
- 1977 : Les Rues de San Francisco : Betty Rollins
- 1979 : Drôles de dames : Hutton
- 1979 - 1989 : Dallas : Dr. Krane / Mrs. Bouleris
- 1986 : Rick Hunter : Mrs. Dudleigh
- 1986 : Clair de lune : Amy Everette
- 1988 - 1990 : La Belle et la Bête : Mary
- 1999 - 2000 : Deuxième Chance : Celeste
- 2002 : Les Experts : Ruth Elliott
- 2002 : Urgences : Mrs. Ferguson
- 2003 : Nip/Tuck : Annalise Anderson
- 2003 - 2004 : Girlfriends : Elizabeth Bickle
- 2004: New York Police Blues : Veronica Lewis
- 2004 : Cold Case : Affaires classées : Kay Lang
- 2006 : Charmed : Piper âgée
- 2007 : Desperate Housewives : Lillian Simms
- 2007 : Supernatural : Gertrude Case
- 2009 : Bones : Anne Reilly
- 2010 : The mentalist : grand-mère
- 2012 : Castle : Viola Maddox